# Suiza en la Copa Mundial de Fútbol de 2006
La selección nacional de Suiza fue uno de los 32 países participantes de la Copa Mundial de Fútbol de 2006, realizada en Alemania.
Suiza clasificó al Mundial luego de 12 años sin participar en este torneo. El combinado helvético integró el Grupo G compuesto también por Corea del Sur, Francia y Togo.
En el primer partido, Suiza empató con Francia sin goles, resultado que se había repetido dos veces previamente durante el proceso clasificatorio. Posteriormente, derrotó fácilmente a Togo por 2:0. En el último partido ante Corea del Sur, Suiza clasificó a la siguiente ronda al ganar el encuentro por 2:0.
En los octavos de final, Suiza enfrentó a Ucrania. Tras empatar sin goles en el tiempo regular y en la prórroga, ambos equipos se enfrentaron en una serie de penales. El equipo suizo fallaría todos sus tiros mientras que los ucranianos acertarían tres. Suiza quedó así eliminada del Mundial, convirtiéndose en el único equipo en la historia del torneo que queda eliminado sin perder un solo partido y sin que le anotaran algún gol.

## Clasificación
| Fecha                   | Lugar       |             |                    | Resultado |                    |             |
| ----------------------- | ----------- | ----------- | ------------------ | --------- | ------------------ | ----------- |
| 4 de septiembre de 2004 | Basilea     | Suiza       | Bandera de Suiza   | 6:0 (4:0) |                    | Islas Feroe |
| 8 de septiembre de 2004 | Basilea     | Suiza       | Bandera de Suiza   | 1:1 (1:1) | Bandera de Irlanda | Irlanda     |
| 9 de octubre de 2004    | Tel Aviv    | Israel      | Bandera de Israel  | 2:2 (1:2) | Bandera de Suiza   | Suiza       |
| 26 de marzo de 2005     | Saint-Denis | Francia     | Bandera de Francia | 0:0       | Bandera de Suiza   | Suiza       |
| 30 de marzo de 2005     | Zúrich      | Suiza       | Bandera de Suiza   | 1:0 (0:0) | Bandera de Chipre  | Chipre      |
| 4 de junio de 2005      | Toftír      | Islas Feroe |                    | 1:3 (0:1) | Bandera de Suiza   | Suiza       |
| 3 de septiembre de 2005 | Basilea     | Suiza       | Bandera de Suiza   | 1:1 (1:1) | Bandera de Israel  | Israel      |
| 7 de septiembre de 2005 | Nicosia     | Chipre      | Bandera de Chipre  | 1:3 (1:1) | Bandera de Suiza   | Suiza       |
| 8 de octubre de 2005    | Berna       | Suiza       | Bandera de Suiza   | 1:1 (0:0) | Bandera de Francia | Francia     |
| 12 de octubre de 2005   | Dublín      | Irlanda     | Bandera de Irlanda | 0:0       | Bandera de Suiza   | Suiza       |
| 12 de noviembre de 2005 | Berna       | Suiza       | Bandera de Suiza   | 2:0 (1:0) | Bandera de Turquía | Turquía     |
| 16 de noviembre de 2005 | Estambul    | Turquía     | Bandera de Turquía | 4:2 (2:1) | Bandera de Suiza   | Suiza       |

## Jugadores
Datos corresponden a situación previo al inicio del torneo
| #  | Nombre              | Posición      | Edad | PJ Sel | Club                |
| -- | ------------------- | ------------- | ---- | ------ | ------------------- |
| 1  | Pascal Zuberbühler  | Portero       | 35   | 40     | FC Basel            |
| 2  | Johan Djourou       | Defensa       | 19   | 2      | Arsenal FC          |
| 3  | Ludovic Magnin      | Defensa       | 27   | 30     | VfB Stuttgart       |
| 4  | Philippe Senderos   | Defensa       | 21   | 12     | Arsenal FC          |
| 5  | Xavier Margairaz    | Mediocampista | 22   | 3      | FC Zürich           |
| 6  | Johann Vogel        | Mediocampista | 29   | 85     | AC Milan            |
| 7  | Ricardo Cabanas     | Mediocampista | 27   | 37     | FC Köln             |
| 8  | Raphaël Wicky       | Mediocampista | 29   | 67     | Hamburger SV        |
| 9  | Alexander Frei      | Delantero     | 26   | 45     | Stade Rennais FC    |
| 10 | Daniel Gygax        | Mediocampista | 24   | 22     | Lille               |
| 11 | Marco Streller      | Delantero     | 24   | 10     | FC Köln             |
| 12 | Diego Benaglio      | Portero       | 22   | 1      | CD Nacional         |
| 13 | Stéphane Grichting  | Defensa       | 27   | 6      | AJ Auxerre          |
| 14 | David Degen         | Mediocampista | 23   | 3      | FC Basel            |
| 15 | Blerim Džemaili     | Mediocampista | 20   | 3      | FC Zürich           |
| 16 | Tranquillo Barnetta | Mediocampista | 21   | 13     | Bayer Leverkusen    |
| 17 | Christoph Spycher   | Defensa       | 28   | 21     | Eintracht Frankfurt |
| 18 | Mauro Lustrinelli   | Delantero     | 30   | 5      | AC Sparta Praha     |
| 19 | Valon Behrami       | Mediocampista | 21   | 6      | SS Lazio            |
| 20 | Patrick Müller      | Defensa       | 29   | 64     | Olympique de Lyon   |
| 21 | Fabio Coltorti      | Portero       | 25   | 2      | Grasshoppers        |
| 22 | Hakan Yakin         | Delantero     | 29   | 46     | BSC Young Boys      |
| 23 | Philipp Degen       | Defensa       | 23   | 15     | Borussia Dortmund   |
| DT | Jakob Kuhn          |               |      |        |                     |

## Participación

### Enfrentamientos previos
| Fecha              | Lugar   |       |                  | Resultado |                    |                 |
| ------------------ | ------- | ----- | ---------------- | --------- | ------------------ | --------------- |
| 1 de marzo de 2006 | Glasgow | Suiza | Bandera de Suiza | 3:1 (2:0) | Bandera de Escocia | Escocia         |
| 27 de mayo de 2006 | Basilea | Suiza | Bandera de Suiza | 1:1 (1:0) |                    | Costa de Marfil |
| 31 de mayo de 2006 | Ginebra | Suiza | Bandera de Suiza | 1:1 (1:1) | Bandera de Italia  | Italia          |
| 3 de junio de 2006 | Zúrich  | Suiza | Bandera de Suiza | 4:1 (1:0) | Bandera de China   | China           |

### Primera fase
| Equipo        | Pts | PJ | PG | PE | PP | GF | GC | Dif |
| ------------- | --- | -- | -- | -- | -- | -- | -- | --- |
| Suiza         | 7   | 3  | 2  | 1  | 0  | 4  | 0  | +4  |
| Francia       | 5   | 3  | 1  | 2  | 0  | 3  | 1  | +2  |
| Corea del Sur | 4   | 3  | 1  | 1  | 1  | 3  | 4  | -1  |
| Togo          | 0   | 3  | 0  | 0  | 3  | 1  | 6  | -5  |

| 13 de junio de 2006, 18:00 | Francia | 0:0 Detalle | Suiza | Gottlieb-Daimler-Stadion, Stuttgart                                 |                                                                     |
|                            |         | Reporte     |       | Asistencia: 52.000 espectadores Árbitro(s): Valentín Ivanov (Rusia) | Asistencia: 52.000 espectadores Árbitro(s): Valentín Ivanov (Rusia) |

| 19 de junio de 2006, 15:00 | Suiza                   | 2:0 (1:0) Detalle | Togo | Est. de la Copa Mundial, Dortmund                                      |                                                                        |
|                            | Frei 16' · Barnetta 88' | Reporte           |      | Asistencia: 65.000 espectadores Árbitro(s): Carlos Amarilla (Paraguay) | Asistencia: 65.000 espectadores Árbitro(s): Carlos Amarilla (Paraguay) |

| 23 de junio de 2006, 21:00 | Suiza                   | 2:0 (1:0) Detalle | Corea del Sur | Est. de la Copa Mundial, Hanóver                                         |                                                                          |
|                            | Senderos 23' · Frei 77' | Reporte           |               | Asistencia: 43.000 espectadores Árbitro(s): Horacio Elizondo (Argentina) | Asistencia: 43.000 espectadores Árbitro(s): Horacio Elizondo (Argentina) |

### Octavos de final
| 26 de junio de 2006, 21:00 | Suiza | 0:0 (0:0) Detalle | Ucrania | Est. de la Copa Mundial, Colonia                                       |                                                                        |
|                            |       | Reporte           |         | Asistencia: 45.000 espectadores Árbitro(s): Armando Archundia (México) | Asistencia: 45.000 espectadores Árbitro(s): Armando Archundia (México) |

| Tanda de penales |  |     |  |            |
| Streller         |  | 0:0 |  | Shevchenko |
| Barnetta         |  | 0:1 |  | Milevsky   |
| Cabanas          |  | 0:2 |  | Rebrov     |
|                  |  | 0:3 |  | Gusev      |

### Participación de jugadores
| #  | Nombre              | Posición      | PJ | Min |   | Asist | Tiros  | Faltas |   |   |
| -- | ------------------- | ------------- | -- | --- | - | ----- | ------ | ------ | - | - |
| 2  | Johan Djourou       | Defensa       | 3  | 87  | 0 | 0     | 0      | 1-2    | 1 | 0 |
| 3  | Ludovic Magnin      | Defensa       | 3  | 300 | 0 | 0     | 3      | 1-9    | 1 | 0 |
| 4  | Philippe Senderos   | Defensa       | 3  | 232 | 1 | 0     | 1      | 2-3    | 1 | 0 |
| 5  | Xavier Margairaz    | Mediocampista | 2  | 29  | 0 | 0     | 0      | 1-0    | 0 | 0 |
| 6  | Johann Vogel        | Mediocampista | 4  | 390 | 0 | 0     | 2      | 5-6    | 1 | 0 |
| 7  | Ricardo Cabanas     | Mediocampista | 4  | 379 | 0 | 0     | 3      | 7-5    | 1 | 0 |
| 8  | Raphaël Wicky       | Mediocampista | 4  | 378 | 0 | 0     | 2      | 3-5    | 1 | 0 |
| 9  | Alexander Frei      | Delantero     | 4  | 382 | 2 | 0     | 15     | 10-4   | 1 | 0 |
| 10 | Daniel Gygax        | Mediocampista | 2  | 80  | 0 | 0     | 1      | 2-2    | 0 | 0 |
| 11 | Marco Streller      | Delantero     | 3  | 126 | 0 | 0     | 0      | 6-5    | 1 | 0 |
| 13 | Stéphane Grichting  | Defensa       | 1  | 87  | 0 | 0     | 0      | 1-0    | 0 | 0 |
| 14 | David Degen         | Mediocampista | 0  | 0   | 0 | 0     | 0      | 0-0    | 0 | 0 |
| 15 | Blerim Džemaili     | Mediocampista | 0  | 0   | 0 | 0     | 0      | 0-0    | 0 | 0 |
| 16 | Tranquillo Barnetta | Mediocampista | 4  | 390 | 1 | 1     | 9      | 12-8   | 1 | 0 |
| 17 | Christoph Spycher   | Defensa       | 1  | 90  | 0 | 0     | 0      | 4-1    | 1 | 0 |
| 18 | Mauro Lustrinelli   | Delantero     | 2  | 8   | 0 | 1     | 0      | 0-0    | 0 | 0 |
| 19 | Valon Behrami       | Mediocampista | 1  | 3   | 0 | 0     | 0      | 0-0    | 0 | 0 |
| 20 | Patrick Müller      | Defensa       | 4  | 374 | 0 | 0     | 1      | 3-1    | 0 | 0 |
| 22 | Hakan Yakin         | Delantero     | 3  | 178 | 0 | 1     | 9      | 8-4    | 1 | 0 |
| 23 | Philipp Degen       | Defensa       | 4  | 390 | 0 | 0     | 0      | 6-9    | 1 | 0 |
| #  | Nombre              | Posición      | PJ | Min |   | Prom. | Atajos | Faltas |   |   |
| 1  | Pascal Zuberbühler  | Portero       | 4  | 390 | 0 | 0     | 18     | 1-0    | 0 | 0 |
| 12 | Diego Benaglio      | Portero       | 0  | 0   | 0 | 0     | 0      | 0-0    | 0 | 0 |
| 21 | Fabio Coltorti      | Portero       | 0  | 0   | 0 | 0     | 0      | 0-0    | 0 | 0 |

## Curiosidades
- Suiza se convirtió en el único equipo en la historia de la Copa Mundial que queda eliminado sin perder ningún partido y sin que le hayan anotado algún gol.
- Tras la tanda de penales ante Ucrania, Suiza se convirtió en el primer equipo en la historia del torneo que falla todos sus tiros desde los doce pasos.